# Guy Luypaerts
Guy Luypaerts (Parijs, 29 september 1917 - 19 september 2015) was een Frans componist, dirigent en jazzpianist. Hij is de vader van de componist, muziekpedagoog, dirigent en fluitist Guy-Claude Luypaerts.

## Levensloop
Luypaerts werkte voor de Tweede Wereldoorlog als jazzpianist. Tijdens de oorlog werkte hij aan het legertheater en werd muzikaal begeleider van Charles Trenet. In deze periode schreef hij ook zijn eerste lied met de titel Près de toi mon amour. Verder begeleidde hij in deze tijd ook orkesten bij plaatopnames. In 1940 gedurende de bezetting van de zuidelijke zone, richt hij in Toulouse een orkest op en begeleid ermee de festiviteiten in het muziekgebouw aan de Plaza. Aldaar komt hij samen met Jo Bouillon en werd diens arrangeur. In Marseille schrijft hij op het tafelkleed in een restaurant het werk Métamorphose, dat later een van zijn mooiste melodieën zal worden. Het wordt geïnterpreteerd door Camille Maurane, docent voor zang aan het Conservatoire national supérieur de musique in Parijs. In hetzelfde jaar componeerde hij ook Monde.
In 1942 ging hij terug naar Parijs en werd pianist en arrangeur voor Richard Blareau. Hij gedreven van het idee een eigen kwintet op te richten met een toen merkwaardige bezetting: altviool, celesta, accordeon, contrabas en gitaar. Maar hij heeft van begin aan met deze formatie succes met titels zoals Ballade des Petits Lutins, Rêver, Libellule ezv. Hij maakte plaatopnames voor het label Polydor en begeleidt Édith Piaf bij haar recitals en haar plaatopnames. Hij ontwikkeld een zeer persoonlijke stijl en manier om te orkestreren; een authentiek muzikant, componist en buitengewone "songwriter", die nu samenwerkt met Georges Ulmer. Het resultaat uit deze samenwerking is een internationaal succes Pigalle.
Naar de bevrijding wordt hij door de heer Bervily van de Radiodiffusion-télévision française (RTF) gevraagd, werken en arrangements voor een reeks uitzendingen met de titel Musique Symphonique Légère voor een orkest met 50 muzikanten te schrijven en het te dirigeren. Intussen zeer bekend geworden, begon hij twee jaar later een lange tournee door het buitenland. Voor het platenlabel "Capitol" nam hij vier albums met muziek van George Gershwin, Richard Rodgers, Irving Berlin en Cole Porter in een serie op met de respectievelijke titel Portraits Symphoniques de .... Van Cole Porter ontvangt hij een hartelijke en persoonlijke felicitatie voor de kwaliteit en zijn interpretatie.
Gemotiveerd door dit succes kwam hij in 1950 naar Frankrijk terug en gaf een recital met hulp van de RTF in het Palais de Chaillot. Het slot zich een hele reeks van concerten in binnen- en buitenland aan, bijvoorbeeld twee concerten met het Symfonisch Orkest van de Radio Monte Carlo in Monte Carlo, 33 concerten met het Nationaal Orkest van België en het Orkest van de Koninklijke Muntschouwburg in Brussel, 6 concerten in het Théâtre de la Gaîté-Lyrique met een bijzonder orkest, dat was samengesteld met bekende musici zoals Maurice André, Maurice Suzan ezv., 3 concerten in de Belgische omroep Radio-Télévision belge de la Communauté française (R.T.B.F.), 2 concerten in de Opera van Rijsel en 2 concerten in het Capitool in Toulouse met als solist Daniël Wayenberg. Hij werd door Jean Martinon uitgenodigd het eerste deel van het concert op 8 maart 1952 tijdens de Concerts Lamoureux te dirigeren. Door radio Stockholm was hij uitgenodigd voor 2 concerten.
De van hem gecomponeerde Rapsodie sur des Thèmes Juifs ging door Daniël Wayenberg tijdens de Concerts Colonne in het Théâtre du Châtelet in Parijs in première. Hij schreef eveneens de muziek voor de film Etoile sans lumière, met onder anderen Édith Piaf in de hoofdrol; het was het begin van een serie van 39 films voor de Amerikaanse televisie. In 1971 richtte hij de L’Association Symphonique de Musique Légère (Loi 1901) op en organiseerde concerten in de buitenwijken van Parijs. Opnieuw verzorgde hij als begeleider optredens van Charles Trenet en nam met hem de titel La Mer in het gewand van een nieuwe orkestratie op. In 1976 won hij de Castlebar International Song Contest met zijn titel Jeux de Dames; tijdens de wedstrijd dirigeerde hij het Orkest van Dublin. Een jaar later won hij de 1e prijs in de sectie Light Music met de titel Seagulls eveneens in Castlebar.
Op 8 mei 1977 verzorgde hij in de Cathédrale de Saint-Louis-des-Invalides in samenwerking met het Choeurs de L’Ile de France een indrukwekkend concert. Heel enthousiast reageerden de toenmalige burgemeester van Parijs Jacques Chirac en de huisheer (Aumônier des Invalides) Père Fougerousse als luisteraars van dit concert.
Uit financiële redenen werd het Orchestres Symphoniques de Musique Légère opgeheven. Sindsdien componeerde hij meestal werken voor harmonieorkest. In 1984 werd hij bekroond als laureaat van de 10e compositiewedstrijd voor werken voor harmonieorkest van de Europese Radio Unie met zijn titel L’Union fait la force. In 1987 ontvangt hij de prijs in de categorie Musique Symphonique Légère van de Société des Auteurs, Compositeurs et Éditeurs de Musique (SACEM), de Franse auteursrechtmaatschappij.

## Composities

### Werken voor orkest
- 1977 Gospel Rapsody, voor gemengd koor, orgel en orkest
- 1977 Gospel Rapsody nr. 2
- A Demi-Mot, voor orkest
- Andante et allegro, voor dwarsfluit en orkest
- Araksi, voor orkest
- Carnavalesca, voor orkest
- Concert, voor piano en orkest
- Concert, voor viool en orkest
- Concertino, voor trombone en orkest
- Cordoba, voor orkest
- Cintra, voor orkest
- Danse des sauterelles, voor orkest
- Eclosion, voor orkest - won in 1963 de 1e prijs tijdens het internationale compositiewedstrijd georganiseerd door Office de Radiodiffusion Télévision Française
- El contrabandista, voor orkest
- Espaces, voor orkest
- Fantaisie, voor altviool en orkest
- La Hechicera, voor orkest
- Lucifer, voor orkest
- Mare nostrum, voor orkest
- Mi ranchera, voor orkest
- Pegase, voor orkest
- Petite fée, voor orkest
- Rapsodie sur des Thèmes Juifs, voor piano en orkest
- Soleil couchant, voor orkest
- Symfonie
- Western, voor orkest

### Werken voor harmonie- of fanfareorkest
- 1965 Fifreline, fantasie voor klaroenen, trompetten, hoorns en slagwerk
- 1979 Un bon petit diable, voor altsaxofoon en harmonieorkest[1]
- 1984 L’Union fait la force, voor harmonieorkest
- Amerique Latine, voor harmonieorkest
- Andante et allegro, voor dwarsfluit en harmonieorkest
- Balkania, voor harmonie- of fanfareorkest
- Bugle Riff, voor fanfareorkest
- Burlesque, fantasie voor fanfareorkest
- Bye bye Majorettes, mars voor fanfareorkest
- Cadre noir, fantasie voor fanfareorkest
- Cascade, voor saxofoonkwartet en harmonieorkest
- Chant d'amour, voor fanfareorkest
- Chiquita, samba voor fanfareorkest
- Concertino, voor trombone en harmonieorkest
- Conguita, voor fanfareorkest
- Croisiere, voor harmonieorkest
- Domingo, voor fanfareorkest
- Duke, voor fanfareorkest
- En souvenir de..., voor harmonieorkest
- Etre Star, voor fanfareorkest
- Evergreen, voor harmonieorkest[2]
- Fantaisie concertante, voor altsaxofoon en harmonieorkest
- Fantasmagorie, voor harmonieorkest
- Far West, voor harmonieorkest
- Feu d'Artifice, mars voor fanfareorkest
- Flor Salvaje, baïon voor fanfareorkest
- God Luck, foxtrot voor fanfareorkest
- Harlem, voor fanfareorkest
- Hawaï, voor harmonieorkest
- Jamboree, voor fanfareorkest
- Las Vegas, fox voor fanfareorkest
- Le Moulin du Roy, fantasie voor fanfareorkest
- Les Dragons, voor harmonie- of fanfareorkest
- Let's go, mars voor fanfareorkest
- Los guiros, voor fanfareorkest
- Luisiana, foxtrot voor fanfareorkest
- Mademoiselle, voor fanfareorkest
- Magdalena, bolero voor fanfareorkest
- Marching with the band, voor harmonie- en/of fanfareorkest
- Mare nostrum, voor harmonieorkest
- Music Hall, voor harmonieorkest
- Musique de ballet, voor harmonieorkest
- Oberbayern, mars voor harmonie- of fanfareorkest
- Oh my Lord, voor fanfareorkest
- Patte de velours, voor fanfareorkest
- Petit prince, voor fanfareorkest
- Pitching, voor fanfareorkest
- Pop, voor fanfareorkest
- Pussy cat, voor fanfareorkest
- Rocky, voor fanfareorkest[3]
- Seet Music, voor harmonieorkest
- Shadow, voor fanfareorkest
- Taptoe Majorettes, voor fanfareorkest
- Take it easy, voor fanfareorkest
- Trois roses, voor harmonieorkest

### Muziektheater

#### Balletten
| Voltooid in | titel      | aktes   | première | libretto                    | choreografie |
| ----------- | ---------- | ------- | -------- | --------------------------- | ------------ |
| 1961        | Structures | 3 aktes |          | Claude Bessy en André Chanu |              |

### Vocale muziek

#### Liederen
- 1944 Pigalle, voor zangstem en ensemble - tekst: Georges Ulmer, Géo Koger
- 1945 Quand j'étais mioche - Les mains dans les poches, voor zangstem en ensemble - tekst: Roland Gerbeau
- 1947 Tais-toi mon cœur, tango voor zangstem en orkest - tekst: Mireille Brocey
- 1947 Une enseigne au vent, voor zangstem en piano - tekst: Rachèle Thoreau
- 1951 Ballade des Petits Lutins, foxtrot
- 1952 Harmonie en forêt..., voor zangstem en accordeon - tekst: Rachèle Thoreau
- 1953 La Recette du printemps, wals voor zangstem en ensemble - tekst: Mariano Rivgauche
- 1959 Sur le sable chaud, boléro voor zangstem en piano
- 1959 La Bella ragazza, boléro-habanera voor zangstem en piano
- 1969 Au pays des fées
- 1969 La belle nuit, voor zangstem en ensemble - tekst: André Hornez
- Methamorphose, voor zangstem en orkest - tekst: Rachèle Thoreau
- Partir, rumba voor zangstem en accordeon - tekst: Jacques Larue

### Kamermuziek
- 1946 Libellule, slow-fox
- 1946 Rêver
- 1979 Un bon petit diable, voor altsaxofoon (of dwarsfluit) en piano
- 1988 Escapade, voor sopraansaxofoon en piano
- Carnavalesca, voor saxofoonkwartet
- Duo en 3 pièces, voor altsaxofoon en vibrafoon

### Werken voor piano
- 1962 Spain, twist (samen met: Fernand Bouillon)
- Venezia

### Filmmuziek
- 1945 Étoile sans lumière
- 1946 Chanson der Liebe
- 1955 Captain Gallant of the Foreign Legion
  1. As Long as There Are Arabs
  2. Carnival in Zagora/The Evil Men Do
  3. Camel Race
  4. Esprit de Corps
  5. The Prayer Rug
  6. Revenge
  7. The Dagger of Judah
  8. The Lady from Zagora
  9. Double Jeopardy
  10. The Ransom
  11. The Legion Is Our Home
  12. The Boy Who Found Christmas